# Bryconacidnus
Bryconacidnus és un gènere de peixos de la família dels caràcids i de l'ordre dels caraciformes.

## Taxonomia
- Bryconacidnus ellisi (Pearson, 1924)[2]
- Bryconacidnus hemigrammus (Pearson, 1924)[3]
- Bryconacidnus paipayensis (Pearson, 1929)[4][5][6][7][8][9][10][11]